# OG Buda
OG Buda, pseudonimo di Grigorij Alekseevič Ljachov (in russo Григорий Алексеевич Ляхов?; Tjumen', 10 gennaio 1994), è un rapper russo con cittadinanza ungherese.

## Biografia
Cresciuto a Budapest, OG Buda ha fatto il suo esordio nel mondo discografico nell'ottobre 2018 con Sladkich snov, EP in collaborazione con Platina. Un anno dopo è uscito l'album in studio d'esordio, intitolato OPG siti. L'anno successivo ha preso parte al VK Fest, mentre il 30 aprile 2021 sono stati resi disponibili per il consumo i dischi Sexy Drill e Freerio.
Dopo una serie di inediti e collaborazioni, viene presentato il quarto disco Freerio 2 nell'aprile 2022, che ha esordito al 35º posto nella Albumų Top 100. Skučaju, no rabotaju, messo in commercio nell'aprile 2023, ha invece fatto l'ingresso al 45º posto della classifica lituana, fermandosi in vetta alla Latvijas straumētāko albumu della Latvijas Izpildītāju un producentu apvienība.
Nel novembre 2023 viene pubblicato il sesto LP, dal titolo Pox Wave 0.5, con cui ottiene il suo secondo ingresso in top ten nella classifica album lettone. A dicembre è stato pubblicato un nuovo disco di inediti, intitolato Pox Wave.
Un anno più tardi ha conseguito la sua prima nomination ai premi Viktorija per Plačut nebesa. Sempre nel mese di gennaio è stato presentato il mixtape SZN, costituito da venti tracce.

## Discografia

### Album in studio
- 2019 – OPG siti
- 2021 – Sexy Drill
- 2021 – Freerio
- 2022 – Freerio 2
- 2023 – Skučaju, no rabotaju
- 2023 – Pox Wave 0.5
- 2023 – Pox Wave
- 2024 – Freerio 3

### EP
- 2018 – Sladkich snov (con Platina)
- 2025 – Žalko ich

### Mixtape
- 2025 – SZN

### Singoli
- 2018 – Xxtra
- 2018 – 8:40
- 2018 – Tourlife
- 2018 – Lil Hoe (feat. Lil Krystalll)
- 2018 – Ty ne kuriš' (con Platina)
- 2018 – Big boj (con Platina feat. Lil Krystalll & Feduk)
- 2018 – Vynyrnul iz Marleva (con Kravc)
- 2019 – Chorošaja akustika (con Feduk)
- 2019 – Larisa (feat. Lil Krystalll)
- 2019 – Kartinka iz snov (feat. Yanix)
- 2019 – Cholod
- 2019 – Dve tatti
- 2019 – Lil mami (feat. Lil Krystalll)
- 2019 – Samolëty (con Plohoyparen)
- 2019 – Ljubov' (con Vacío)
- 2020 – Džonni D (con White Punk)
- 2020 – Diibo (feat. Polyana)
- 2020 – Očerednoj slučaj (con Matxx, Mayot e 163OnMyNeck)
- 2020 – Trafik
- 2020 – Na kortach (feat. 163OnMyNeck & FearMuch)
- 2021 – Poterjal sebja (con Cima Belaruskich)
- 2021 – Nepravil'no (con Lovv66)
- 2021 – Dobro požalovat' (con Mayot)
- 2021 – Stejk (con Yanix e 163OnMyNeck)
- 2021 – Ne prichodi
- 2021 – Fėm (feat. Blago White)
- 2021 – Vina (feat. 17 Seventeen & Mayot)
- 2022 – Kapli (con Dora)
- 2022 – Grjaznyj (feat. Scally Milano & 163OnMyNeck)
- 2023 – 6AM v Budapešte
- 2023 – Fakty (con Markul)
- 2023 – Porš
- 2023 – Karma (con Basta)
- 2024 – Plačut nebesa (con Egor Krid e Dominick Jocker)
- 2024 – Tolstovka (con Mary Gu)
- 2024 – Sdelaj mne prijatno ščas
- 2024 – Mėveriks (con 4n Way)
- 2024 – Lazernyj
- 2024 – Smak
- 2024 – Achachah123kill (con Mayot e Slatt Savage)
- 2024 – Sabaka (A.D.H.D)
- 2024 – Lazer Slava (con Slava KPSS)
- 2024 – Čempiony (con Polyana, Mayot, Molodoj kaluga e 163OnMyNeck)
- 2024 – Bėibitron 2
- 2025 – Moim ljudjam
- 2025 – Futfetiš/Dlja svoich (con MC Kal'mar)
- 2025 – Neboskreby (con YungWay e Mayot)
- 2025 – Signal (con Toxis)

### Collaborazioni
- 2021 – Zdravstvujte (Egor Krid feat. OG Buda)